# Парусный спорт на летних Олимпийских играх 1948
Соревнования по парусному спорту на летних Олимпийских играх 1948 года проходили с 3 по 12 августа в Торки/Торбей.

## Общий медальный зачёт
| Место | Страна         | Золото | Серебро | Бронза | Всего |
| ----- | -------------- | ------ | ------- | ------ | ----- |
| 1     | США            | 2      | 1       | 1      | 4     |
| 2     | Дания          | 1      | 0       | 1      | 2     |
| 3     | Великобритания | 1      | 0       | 0      | 1     |
| 3     | Норвегия       | 1      | 0       | 0      | 1     |
| 5     | Швеция         | 0      | 1       | 1      | 2     |
| 6     | Аргентина      | 0      | 1       | 0      | 1     |
| 6     | Куба           | 0      | 1       | 0      | 1     |
| 6     | Португалия     | 0      | 1       | 0      | 1     |
| 9     | Нидерланды     | 0      | 0       | 2      | 2     |
| Итого |                | 5      | 5       | 5      | 15    |

## Медалисты
| Класс      | Золото                                                                      | Серебро | Бронза                                                                                  |
| ---------- | --------------------------------------------------------------------------- | --- | --------------------------------------------------------------------------------------- |
| Файрфлай   | Пауль Эльвстрём Дания                                                       | Ральф Эванс США | Кос де Йонг Нидерланды                                                                  |
| «Звёздный» | США · Хилари Смарт · Пол Смарт                                              | Куба · Карлос де Карденас · Карлос де Карденас-младший                                                                                              | Нидерланды · Боб Мас · Эдвард Стюттерхейм                                               |
| «Ласточка» | Великобритания · Стюарт Моррис · Дэвид Бонд                                 | Португалия · Дуарте де Алмейда Белу · Фернанду Пинту Коэлью Белу                                                                                    | США · Локвуд Пири · Оуэн Торри                                                          |
| «Дракон»   | Норвегия · Тор Торвалдсен · Сигве Лие · Хокон Барфод                        | Швеция · Фольке Болин · Хуго Юнсон · Йёста Бродин                                                                                                   | Дания · Виллиам Бернтсен · Оле Бернтсен · Клаус Баесс                                   |
| 6mR        | США · Герман Уитон · Альфред Лумис · Джеймс Уикз · Джеймс Смит · Майкл Муни | Аргентина · Энрике Сьебургер-старший · Эмилио Хомпс · Руфино Родригес де ла Торре · Родольфо Ривадемар · Энрике Сьебургер-младший · Хулио Сьебургер | Швеция · Торе Хольм · Торстен Лорд · Мартин Хиндорфф · Карл-Роберт Амельн · Йёста Сален |